# Taboo Tuesday (2005)
Taboo Tuesday (2005) foi um evento pay-per-view de wrestling profissional, realizado pela World Wrestling Entertainment, ocorreu no dia 1 de novembro de 2005 em San Diego, Califórnia. Esta foi a segunda edição da cronologia do Taboo Tuesday.

## Resultados
| #                              | Lutas                                                                                        | Estipulação                                                     | Tempo |
| ------------------------------ | -------------------------------------------------------------------------------------------- | --------------------------------------------------------------- | ----- |
| Sunday Night Heat              | Kerwin White (com Nick Nemeth) e Matt Striker derrotaram Shelton Benjamin e Val Venis.       | Tag Team match                                                  | 02:38 |
| 1                              | Rey Mysterio e Matt Hardy derrotaram Chris Masters e Snitsky.                                | Tag Team match                                                  | 13:46 |
| 2                              | Eugene e Jimmy Snuka derrotaram Rob Conway e Tyson Tomko.                                    | Tag Team match                                                  | 06:21 |
| 3                              | Mankind derrotou Carlito por submissão.                                                      | Singles match                                                   | 07:22 |
| 4                              | Big Show e Kane derrotaram Lance Cade e Trevor Murdoch (c).                                  | Tag Team match pelo World Tag Team Championship                 | 07:59 |
| 5                              | Batista derrotou Jonathan Coachman (com Vader e Goldust).                                    | Street Fight                                                    | 04:22 |
| 6                              | Trish Stratus (c) derrotou Ashley Massaro, Mickie James, Maria, Candice Michelle e Victoria. | Fulfill Your Fantasy Battle Royal pelo WWE Women's Championship | 05:23 |
| 7                              | Ric Flair (c) derrotou Triple H                                                              | Steel Cage match pelo WWE Intercontinental Championship         | 23:45 |
| 8                              | John Cena (c) derrotou Kurt Angle e Shawn Michaels.                                          | Triple Threat match pelo WWE Championship                       | 16:42 |
| (c) - Campeão(s) antes da luta |                                                                                              |                                                                 |       |

Divas battle royal entradas e eliminações
| Anunciada | Diva             | Ordem | Eliminada por   |
| --------- | ---------------- | ----- | --------------- |
| 1         | Ashley           | 3     | Victoria        |
| 2         | Candice Michelle | 2     | Ashley          |
| 3         | Mickie James     | 5     | Victoria        |
| 4         | Victoria         | 4     | Mickie James    |
| 5         | Maria            | 1     | Stratus e James |
| 6         | Trish Stratus    | –     | Vencedora       |

Resultado das votações
| Opções                                                     | Resultados |
| ---------------------------------------------------------- | --- |
| Oponentes para Snitsky e Chris Masters                     | - Matt Hardy (31%) - Rey Mysterio (29%) - John "Bradshaw" Layfield (17%) - Christian (13%) - Hardcore Holly (10%) |
| Parceiro de Eugene para lutar com Rob Conway e Tyson Tomko | - Jimmy Snuka (43%) - Jim Duggan (40%) - Kamala (17%)                                                             |
| Gimmick de Mick Foley para enfrentar Carlito               | - Mankind (52%) - Cactus Jack (35%) - Dude Love (13%)                                                             |
| Estipulação para Batista vs. Jonathan Coachman             | - Street Fight (91%) - Verbal debate (6%) - Arm wrestling match (3%)                                              |
| Fantasias para a Diva Battle Royal                         | - Lingerie (43%) - Leather and lace (32%) - Cheerleader (25%)                                                     |
| Estipulação para Triple H vs. Ric Flair                    | - Steel cage match (83%) - Submission match (13%) - Regular match (4%)                                            |
| Oponente de John Cena e Kurt Angle                         | - Shawn Michaels (46%) - Kane (38%) - The Big Show (16%)                                                          |